# Oswald Spengler
Oswald Arnold Gottfried Spengler (29 tháng 5 năm 1880 – 8 tháng 5 năm 1936) là một nhà sử học và triết gia lịch sử người Đức, đồng thời quan tâm tới toán học, khoa học và nghệ thuật. Ông được biết đến nhiều nhất với cuốn Sự suy tàn của phương Tây (Der Untergang des Abendlandes), xuất bản các năm 1918 và 1922, bao phủ toàn bộ lịch sử thế giới. Ông đề xuất một lý thuyết mới về văn minh nhân loại, theo đó tuổi đời của các nền văn minh là hữu hạn và chúng nhất định rồi sẽ tiêu vong. Ông thường được xem là một trong hai triết gia lớn nhất về lịch sử của thế kỉ 20 (cùng với Arnold J. Toynbee. Trong khi Toynbee đại diện cho khuynh hướng lạc quan, Spengler tiêu biểu cho chủ nghĩa bi quan về lịch sử văn minh. Ông biện hộ cho chủ nghĩa xã hội và chủ nghĩa độc đoán với cuốn Nhà nước Phổ và Chủ nghĩa xã hội (Preußentum und Sozialismus) năm 1920, đồng thời cổ vũ cho quyền bá chủ của Đức ở châu Âu. Do vậy chính quyền Quốc xã Đức đề cao ông, nhưng ông sớm bị tẩy chay do phản đối tư tưởng thuyết ưu việt giống nòi và đề cập tới kết cục mạt vận tương lai của Đế chế thứ ba.